# Organização sem fins lucrativos
As organizações sem fins lucrativos, são organizações de natureza jurídica sem fins de acumulação de capital para o lucro dos seus diretores. Essas organizações, se caracterizam por reunirem diversas pessoas que possuem um mesmo objetivo. Elas não possuem fins lucrativos, e o seu patrimônio é constituído pelos seus associados.

## Tipos de organizações sem fins lucrativos
- Associações de classe ou de representação de categoria económica ou profissional
- Associações de voluntariado com âmbito benemérito ou humanitário
- Instituições religiosas ou associações de fiéis dedicadas ao apostolado ou disseminação de crenças
- Entidades que promovam o bem ou serviços a um determinado grupo de associados. Por exemplo: clubes, centro de compras, associações de moradores, etc.
- Associações com objetivos sociais que, visam o princípio da universalização dos serviços. Por exemplo: promoções de patrimónios históricos, da saúde; preservação do meio ambiente, etc.
- Fundações Privadas

## Características de organizações sem fins lucrativos
- Constituem a reunião de diversas pessoas para a obtenção de um fim ideal, podendo este ser alterado pelos associados;
- Ausência de finalidade lucrativa resultante das atividades que promovem;
- O património é constituído pelos próprios associados ou membros, e donativos que estes reúnam para o exercício das atividades promovidas pela associação;
- Podem possuir ou não personalidade jurídica. Em caso de pretenderem ter personalidade jurídica, é necessário que esta seja reconhecida por parte de uma autoridade competente.

## Mecanismo de arrecadação de dinheiro
As organizações sem fins lucrativos não são movidas pela geração de lucro, mas devem gerar renda suficiente para perseguir seus objetivos sociais. As organizações sem fins lucrativos podem arrecadar dinheiro de diferentes maneiras. Isso inclui renda de doações de doadores individuais ou fundações; patrocínio de corporações; financiamento do governo; programas, serviços ou vendas de mercadorias e investimentos. Cada NPO é única em qual fonte de renda funciona melhor para eles. Com um aumento de NPOs na última década, as organizações adotaram vantagens competitivas para gerar receita para se manterem financeiramente estáveis.
As doações de indivíduos ou organizações privadas podem mudar a cada ano e os subsídios do governo diminuíram. Com as mudanças no financiamento de ano para ano, muitas organizações sem fins lucrativos estão se movendo para aumentar a diversidade de suas fontes de financiamento. Por exemplo, muitas organizações sem fins lucrativos que contam com subsídios governamentais começaram esforços de angariação de fundos para atrair doadores individuais.

## Gestão
Um equívoco comum sobre organizações sem fins lucrativos é que elas são administradas completamente por voluntários. A maioria das organizações sem fins lucrativos tem funcionários que trabalham para a empresa, possivelmente usando voluntários para realizar os serviços da organização sem fins lucrativos sob a direção da equipe remunerada. As organizações sem fins lucrativos devem ter o cuidado de equilibrar os salários pagos aos funcionários com o dinheiro pago para prestar serviços aos beneficiários da organização sem fins lucrativos. As organizações cujas despesas salariais são muito altas em relação às despesas do programa podem enfrentar escrutínio regulatório.